# Allium lehmannianum
Allium lehmannianum är en amaryllisväxtart som beskrevs av Merckl. och Aleksandr Andrejevitj Bunge. Allium lehmannianum ingår i släktet lökar, och familjen amaryllisväxter. Inga underarter finns listade i Catalogue of Life.